# Coby Bell
Cob Scot Bell (1 de mayo de 1975) es un actor y productor estadounidense. Es conocido por sus papeles como oficial, Tyrone Davis, Jr. en el drama Third Watch y el futbolista profesional Jason Pitts en The Game. Actualmente actúa como Jesse Porter en la serie Burn Notice, y aparece en The Game de vez en cuando. Bell interpreta al Capitán Larry James en Walker, que se estrenó en 2021, en elenco principal.

## Vida personal
Bell apoyó a Barack Obama para presidente en 2008.
Bell está casado con Aviss Pinkney-Bell y tiene cuatro hijos; dos gemelas (Serrae y Jaena) y una niña y niño (Quinn y Eli).
Además de actuar, Bell es un músico y compositor en una banda reggae.